# Conoco
Conoco Inc. (Коноко) — нафтова компанія США, одна з найстаріших американських компаній, заснована в 1875 р. Видобуває нафту у США, Північному морі, Лівії, Індонезії, Єгипті, ОАЕ. 30 серпня 2002 року в результаті злиття компаній Conoco Inc та Phillips Petroleum Company з'явилась нова компанія ConocoPhillips.

## Історія
Conoco Inc. заснована в США у 1875 під назвою Continental Oil and Transportation Company.

## Характеристика
Контролює запаси 190 млн т нафти. Річний видобуток нафти наприкінці XX ст. — близько 18 млн т, газу — 8,6 млрд т.
У 2004 р. компанія веде розвідку на нафту у 20 країнах світу. Це дозволило довести резерви Conoco Inc. до бл. 3,6 млрд барелів нафтового еквівалента в Європі, Південно-Східній Азії, Північній та Південній Америці. Купівля у 2001 р. резервів Gulf Canada дозволило збільшити їх на 1 млрд барелів. Conoco володіє трубопроводами загальною довжиною бл. 6000 миль, має участь у дев'яти нафтопереробних заводах в Америці, Європі і Азії. Компанія управляє більш ніж 7000 станцій газу в Америці, Європі, Таїланді суттєво впливає на енергетичні ринки світу.
Conoco Inc. першою на початку 1970-х років передбачила майбутні потреби широкого видобутку нафти на глибинах понад 1000 м. На значних глибинах стаціонарні металеві платформи не могли бути рентабельні. За 14 років «Коноко» розробила і випробувала новий тип напівзанурених платформ, які сприяли перспективі глибоководних розробок.